# Choromsk
Choromsk (biał. Харомск; ros. Хоромск) – wieś na Białorusi, w obwodzie brzeskim, w rejonie stolińskim, w sielsowiecie Choromsk, nad Horyniem i przy drodze republikańskiej R88.
Siedziba parafii prawosławnej; znajdują się tu cerkiew parafialna pw. Narodzenia Matki Bożej oraz kaplica cmentarna pod tym samym wezwaniem.

## Historia
Zamieszkany był przez szlachtę zaściankową. W dwudziestoleciu międzywojennym leżał w Polsce, w województwie poleskim, w powiecie stolińskim, w gminie Chorsk. Po II wojnie światowej w granicach Związku Sowieckiego. Od 1991 w niepodległej Białorusi.